# Траверси, Гаспаре
Гаспаре Траверси (итал. Gaspare Traversi; декабрь 1722 или январь/февраль 1723, Неаполь — 1 ноября 1770, Трастевере, Рим) — итальянский живописец неаполитанской школы.

## Жизнь и творчество
О жизненном пути Гаспаре Траверси известно крайне мало. Он родился в многодетной семье, был старшим из восьми детей Доменико и Маргериты Траверси. Уроки рисования брал в мастерской известного неаполитанского художника Франческо Солимены. В 1742 году в Неаполь приезжал генеральный викарий ордена францисканцев, фра Рафаэлло Росси да Луганьяно, ставший на долгие годы покровителем и постоянным заказчиком Гаспаре. В 1748 году художник приехал в Рим, в 1752 году переселился в этот город окончательно и жил в римском районе Трастевере (за Тибром).
В 1753 году Траверси написал серию картин для францисканской общины в Пьяченце, резиденции его давнего покровителя фра Рафаэлло Росси. В 1755 году он стал гражданином Рима. В 1756 году к нему приехала сестра Катарина, и они совместно вели хозяйство — даже после того, как в 1758 году Катарина вышла замуж. На следующий год женился и сам художник — на Розе Орланди, и молодые жили в доме родителей невесты.
В 1760 году умер фра Рафаэлло Росси. В том же году у Траверси родился сын Джузеппе, а в 1763 году — дочь Маргерита. В 1764 году в Италии был сильнейший голод, особенно пострадала Тоскана, а также — в меньшей степени — Папское государство и Неаполь. Это вызвало сокращение заказов на художественные произведения и отразилось на материальном положении семьи Травести. Тем не менее, в 1769 году живописец принял в свою семью на содержание овдовевшую тёщу с уже взрослыми детьми.
Гаспаре Траверси как художник был почти полностью забыт вскоре после своей смерти в 1770 году и вновь открыт уже в 1920-е годы итальянскими историками искусства. В настоящее время известны около 200 его картин — как правило, религиозного содержания (приблизительно 50 картин), картины бытового жанра (около 100), а также портреты (приблизительно 50). Из этих 200 работ 18 подписаны художником, на десяти из них указана дата создания. Многие неподписанные работы ранее приписывали другому неаполитанскому живописцу, его современнику Джузеппе Бонито. Как великолепный портретист, уже в Риме Гаспаре Траверси приобрёл значительное число приверженцев своего художественного стиля среди светской аристократии и Папской курии.

## Галерея
- Операция
- Концерт
- Иов, высмеиваемый женой
- Портрет фра Рафаэлло Росси
- Саломея с головой Иоанна Крестителя
- Убийство Амнона на пиру Абсалона
- Урок рисования
- Гадалка